# モスクワ郊外の夕べ
「モスクワ郊外の夕べ」（ロシア語: Подмосковные вечера、英文題名：Moscow Nights）は、ロシアの歌曲である。

## 概要
ヴァシリー・パヴロヴィッチ・ソロヴィヨフ=セドイ（ロシア語: Василий Павлович Соловьёв-Седой、1907年 - 1979年）が、1955年に作曲した曲。ミハイル・リヴォヴィッチ・マトゥソフスキー（ロシア語: Михаил Львович Матусовский、1915年 - 1990年）による歌詞がつけられている。
もともとは「レニングラードの夕べ」であったが、ソ連文化省の要請で「モスクワ郊外の夕べ」に変わり、歌詞も変えられた。国際スポーツ祭典である「スパルタキアード」の記録映画で、それまで劇場俳優だった若き日のウラジーミル・トロ―シン（Vladimir Troshin、1926 - 2008）が歌い、様々な地域から集まったスポーツ選手たちがモスクワ郊外で休息する場面で使用され、その後もラジオで繰り返し放送されて有名になり、ロシア語では彼の歌がよく知られている。1957年の世界青年学生祭典（6th World Festival of Youth and Students）で、コンクールで第一位をとり、世界的にも有名になった。
その後、この曲の始めの出だし4小節と続く4小節のチャイムがそれぞれ、ソビエト連邦国営の全連邦ラジオ第二放送ラジオマヤークの時報前シグナル（正時／三十分）に採用される。

### 諸外国におけるカヴァー
アメリカ合衆国のピアニストのヴァン・クライバーン（Van Cliburn）により、アメリカを始めとして西側諸国でも有名となる。ケニー・ボール（Kenny Ball）が、ジャズ風に編曲して、"Midnight in Moscow" の題名でヒットした。
イギリスのバンド、ディープ・パープルは正式なカヴァーとしてではないが、アルバム「Fireball: 25th Anniversary」の第13トラック「The Noise Abatement Society Tapes」の中でこの曲を１コーラスだけ演奏している（このトラックはスタジオ内での言わば “遊び” を録音したもので、他にELPの「ロンド」もごく一部だけ演奏されている）。
フランスでは、1959年にフランシス・ルマルク（Francis Lemarque、1917年 - 2002年）によって仏語歌詞が施された "Le Temps du Muguet" という題のシャンソンとしてヒットした。この仏語歌詞はロシア語歌詞とは内容を異にしたオリジナルの歌詞である。なお日本でも、仏語題を訳した「すずらんの咲く頃」の邦題で紹介されている。
日本では、穂高五郎、関鑑子、合唱団白樺が、日本語詞をつけている。加藤登紀子の1994年リリースの「ロシアのすたるじい」で、ロシア語で歌唱している。

## カヴァーしたアーティスト

### 日本
- 加藤登紀子
- 倍賞千恵子
- ボニージャックス
- ダーク・ダックス
- フランク永井
- ザ・ピーナッツ
- ロイヤル・ナイツ[2]

### フランス
- ミレイユ・マチュー
- ダニエル・ダリュー
- ドロテ

### アメリカ合衆国
- ザ・ベンチャーズ

### ソ連・ロシア
- ウラジーミル・トロ―シン (原曲)